# Мендоса, Андрес Филомено
Андрес Филомено Мендоса Селис (исп. Andres Filomeno Mendoza Celis; род. 27 ноября 1947, Оахака, штат Оахака, Мексика) — мексиканский серийный убийца, который по версии следствия совершил серию убийств в период с 2001 года по 2021 год на территории города Атисапан-де-Сарагоса, (штат Мехико). После его ареста, полиция в ходе обыска в подвале его дома обнаружила более 4300 фрагментов человеческих костных останков , вследствие чего прокуратура штата Мехико считает что Андрес Мендоса несет ответственность за убийство более 20 человек. В марте 2022 года, Мендоса был приговорен к пожизненному лишению свободы.

## Биография
О ранних годах жизни Андреса Мендосы известно крайне мало. По одной из версий, Мендоса родился 27 ноября 1947 года на территории Мексики в городе Оахака (штат Оахака). В 1980-х он по просьбе своей сестры переехал в город Атисапан-де-Сарагоса (штат Мехико). Большую часть жизни Мендоса работал мясником. В 2012 году он открыл свою собственную мясную лавку и начал заниматься благотворительной деятельностью, благодаря чему вскоре познакомился с представителями партии PAN, при участии которых Андрес стал президентом Совета по развитию гражданского общества и правам человека в администрации города Атисапан-де-Сарагоса. В конце 2010-х Мендоса входил в число доверенных лиц Педро Родригеса Вильегаса, кандидата от партии ПAN на должность президента муниципалитета во время избирательной кампании.

## Разоблачение
15 мая 2021 года 73-летний Мендоса был арестован по подозрению в убийстве 34-летней Рейны Гонсалес. По одной из версий, Мендосу связывали с девушкой романтические отношения, однако ее муж это отрицал. 14 мая Гонсалес пропала без вести после того, как в поехала в магазин с целью купить запчасти для сотовых телефонов и навестить Мендосу. После исчезновения женщины, ее муж Бруно Портильо отправился в дом Мендосы, но он отказался открыть дверь, после чего Портильо заявил в полицию. После приезда полиции, Мендоса попытался бежать, но был арестован. Во время обыска полицией в доме Андреса были обнаружены пакеты, в которых находились расчлененные останки Рейны Гонсалес. Мендоса признал свою вину в убийстве женщины и заявил о том, что после убийства содрал кожу с лица жертвы, так как испытывал к ней сильную симпатию. Он заявил что в ходе ссоры ударил женщину ножом в грудь, после чего разрубил ее тело на части с помощью мачете. С помощью поисковых собак, полиция в ходе дальнейшего обыска обнаружила  массовое захоронение. Эксгумационные работы начались 17 мая во внутреннем дворике дома и под напольным покрытием в кухне дома. Позже следователи начали раскопки в подвале дома и под напольными покрытиями в других комнатах. В результате полицией на первом этапе этих работ были эксгумированы  скелетированные останки и волосы, которые принадлежали  девяти девушкам и женщинам. Также в доме было обнаружено несколько комплектов женской одежды и обуви,  удостоверения личности 32-летней Рубичелы Кастильо, пропавшей без вести 20 июля 2019 года, и 38-летней Флоры Вискаино, которую последний раз видели 16 октября 2016 года, тетрадь, где были перечислены имена 29 девушек, которые по мнению следствия являются потенциальными жертвами Мендосы и коллекцию видеокассет с любительскими видеозаписями, сделанными самим Мендосой во время совершения убийств и постмортальных манипуляций с телами жертв. В ходе допроса Андрес Мендоса заявил, что в некоторых случаях сдирал с тел своих жертв скальпы, кожу и употреблял части их тел в пищу.
20 мая 2021 года Андрес Мендоса был доставлен в суд, где ему было предъявлено обвинение в совершении убийства Рейны Гонсалес и установлена мера пресечения. Во время судебного заседания, Мендоса дал показания о том, что начиная с 2001 года убил как минимум еще 6 женщин. Он заявил что  его первой жертвой стала женщина по имени Норман в 2001 году, которую он встретил в баре и на протяжении нескольких последующих месяцев добивался ее расположения, но получил отпор, после обманным путем заманил ее в свой дом, где зарезал. Свою вторую жертву, Беренис Санчес, Андрес Мендоса также встретил в баре. Он также попытался установить с ней романтические отношения, но был отвергнут, после чего зарезал и расчленил ее останки с помощью мачете. Помимо этого он признался в совершении убийств Флоры Вискайно и Рубичелы Кастильо. Мендоса отметил, что был влюблен в Кастильо и настолько одержим ею, что после того как она отвергла его, он похитил и убил ее. Он также назвал имена еще двух своих жертв, которых звали Алин и Гардения. Мендоса заявил что  познакомился с ними в баре «Эль-Барригон», после чего убил их. Даты совершения убийств он не уточнил. В ходе опроса друзей, знакомых и соседей Андреса, полиция установила что он не был замечен в проявлении агрессивного поведения к окружающим, но был замечен в употреблении алкогольных напитков и в патологически повышенном половом влечении к молодым девушкам и женщинам.
Так как в некоторых комнатах Мендоса залил пол бетоном, полиция дальнейшие эксгумационные работы проводила с помощью отбойных молотков. В середине июня  в ходе эксгумационных работ было обнаружено 3787 фрагментов костей, которые, по мнению судебно-медицинских экспертов, принадлежали 17 жертвам. Кроме костных останков, следователями также были обнаружены личные вещи, принадлежащие жертвам, в том числе ожерелья, браслеты, кошельки, флаконы с лаком для ногтей, фен, восемь мобильных телефонов, фотографии и удостоверения личности.
В августе 2021 года, фрагментов костных останков было обнаружено уже более 4300, которые по мнению следствия принадлежали 19 жертвам, об этом представителям СМИ объявил Генеральный прокурор штата Мехико Алехандро Гомес Санчес.

## Суд
Судебный процесс открылся в конце 2021 года и продлился несколько месяцев. Несмотря на обилие улик, изобличающие Андреса Мендосу в совершении множества убийств, прокуратура в конечном итоге предъявило ему только обвинение в совершении убийства Рейны Гонсалес. В марте 2022 года он был признан виновным в совершении ее убийства и получил в качестве уголовного наказания пожизненное лишение свободы без права на условно-досрочное освобождение.